# Lins Lima de Brito
Lins Lima de Brito (født 11. september 1987) er en brasiliansk fodboldspiller.